# Mimicry
Mimicry war ein deutsch-tschechisches Pantomime-Trio aus Heilbronn.
Die Gruppe wurde 1988 von Richard Horazdovsky gegründet, der Pantomime am Prager Konservatorium erlernt hatte und seine Kenntnisse in Heilbronn an Suzann Bustani und Richard Fraunberger weitergab. Die Gruppe absolvierte Auftritte in Tschechien und Deutschland, u. a. beim Prager Pantomimenfestival. 1992 gewann die Gruppe den Kleinkunstpreis Baden-Württemberg in der Sparte Pantomime.